# Tierpsychologie
Tierpsychologie (selten auch Veterinärpsychologie) ist eine ältere Bezeichnung für Ethologie, die „wegen der inzwischen vorwiegend physiologischen Ausrichtung der Verhaltensforschung etwas missverständlich geworden ist“ und deshalb „nicht mehr gebraucht wird.“ Im deutschen Sprachraum hatte die Tierpsychologie Ende des 19. Jahrhunderts in bewusst gesetzter Analogie zur „Menschen-Psychologie“ zeitweilige wissenschaftliche Bedeutung erlangt, als Forscher sich verstärkt darum bemühten, das innere Erleben von Tieren zu analysieren, zu verstehen und darauf praktisch einzugehen. In den späten 1930er-Jahren war die Tierpsychologie in bibliographischen Gliederungen des Universitätsfaches Psychologie in Deutschland als eigenes Gebiet enthalten und in der Nähe der Entwicklungsbiologie angesiedelt. Heute wird die Bezeichnung Tierpsychologie sowohl von Verhaltensforschern als auch von Humanpsychologen als irreführend angesehen.

## Historische Entwicklung
David Friedrich Weinland benutzte bereits 1858 die Bezeichnung animal psychology, als er während der 12. Jahrestagung der American Association for the Advancement of Science Vorschläge für eine systematische, vergleichende Erforschung des Verhaltens von Tieren vortrug. Gustav Theodor Fechner stellte in Band 2 seines Werkes Elemente der Psychophysik beispielsweise Überlegungen zum Sitz der Seele an, in denen gleichermaßen mit dem Nervensystem des Menschen, der Tauben und Kaninchen sowie der Stachelhäuter argumentiert wurde. In seinem 1872 publizierten Werk The Expression of the Emotions in Man and Animals gab dann auch Charles Darwin Anregungen für vergleichend-empirische Verhaltensstudien unter evolutionsbiologischen Aspekten. In der ersten Hälfte des 20. Jahrhunderts waren es Biologen wie Oskar Heinroth und Katharina Heinroth, Otto Koehler, Nikolaas Tinbergen und Konrad Lorenz, die ihr Arbeitsgebiet anfangs als Tierpsychologie bezeichneten, später aber auch als Ethologie oder als vergleichende Verhaltensforschung. Für die vergleichende Tierpsychologie wiederum, der es um die vergleichende Forschung über bestimmte Problemstellungen an Mensch und Tier ging (wie z. B. Intelligenzleistungen, Problemlöseverhalten, Werkzeuggebrauch u. ä.), gelten inhaltlich und methodisch die Arbeiten von Gestaltpsychologen wie Wolfgang Köhler, Mathilde Hertz und David Katz als Pionierleistungen. In den 1920er- und 1930er-Jahren publizierte beispielsweise auch Bastian Schmid über „die Aufgaben der Tierpsychologie“ und „die Psychologie unserer Haustiere“ sowie Friedrich Alverdes über „die Tierpsychologie in ihren Beziehungen zur Psychologie des Menschen“ und Wilhelm Betz Zur Psychologie der Tiere und Menschen.
Die Entwicklung der „Tierpsychologie“ zu einem eigenständigen Fach an den Hochschulen wurde in den 1940er-Jahren ganz wesentlich durch das Oberkommando des Heeres gefördert, dem 1941 beispielsweise Werner Fischel seine Dozentur für Tierpsychologie an der Universität Leipzig zu verdanken hatte; es war dies die erste derartige Planstelle in Deutschland. Schon 1936 hatten sich Vertreter des Heereshundewesens beim Reichskriegsministerium und andere staatliche Stellen an der Gründung der Deutschen Gesellschaft für Tierpsychologie beteiligt. Hintergrund dieser Förderung war auch, dass damals viele Psychologen bei Kindern, „Primitiven“, „Geisteskranken“ und Tieren eine gemeinsame, gleichsam ursprüngliche seelische Verfassung des Menschen vermuteten. Außerdem darf nicht übersehen werden, dass auch im Zweiten Weltkrieg noch auf deutscher Seite hunderte Pferde in Kavallerie-Abteilungen eingesetzt wurden, weshalb der spätere Frankfurter Zoodirektor Bernhard Grzimek Gelegenheit hatte, inmitten des Kriegsgeschehens als Veterinär bei der Wehrmacht Studien zur Farbwahrnehmung und zum Heimfindevermögen von Militärpferden anzufertigen und zu publizieren.
Nach seiner Rückkehr aus sowjetischer Kriegsgefangenschaft vermied Konrad Lorenz ab 1949 ganz bewusst das Etikett Tierpsychologie für die vergleichende Verhaltensforschung, da diese Bezeichnung inzwischen in den Geruch einer bloßen Liebhaberei gekommen und überdies durch seine Nähe zur nationalsozialistischen Rassenlehre politisch belastet war. Stattdessen benutzten er und seine Kollegen nun ausschließlich die Bezeichnung Ethologie, die „wissenschaftlicher“ klang, oder sogar die Bezeichnung Verhaltensphysiologie (obwohl zumindest Lorenz nie physiologische Forschung betrieb); bereits 1902 war das Wort Ethologie durch William Morton Wheeler als ethology in den englischen Sprachraum eingeführt worden und hatte sich allmählich international durchgesetzt. Die 1937 gegründete Zeitschrift für Tierpsychologie, neben Behaviour und Animal Behaviour jahrzehntelang die bedeutendste verhaltensbiologische Fachpublikation, wurde erst 1985 in „Ethology“ umbenannt.
In dem Maße, in dem die aus der traditionellen vergleichenden Verhaltensforschung hervorgegangene Instinkttheorie aufgrund von neueren behavioristischen und verhaltensökologischen sowie neurobiologischen Befunden als überholt angesehen wurde, benutzten viele Verhaltensforscher seit den 1980er-Jahren dann auch die Bezeichnung Ethologie immer weniger und ersetzten sie durch die als neutraler empfundene Bezeichnung Verhaltensbiologie.
Aus Sicht der Humanpsychologie ist die Bezeichnung Tierpsychologie bestenfalls fragwürdig. Psychologie ist die Wissenschaft vom Erleben, Verhalten und Bewusstsein des Menschen (seiner Psyche). Da bei Tieren lediglich das Verhalten beobachtet werden kann, sind die Bezeichnungen Ethologie und Verhaltensbiologie präziser.
Gleichwohl erlebt die Bezeichnung Tierpsychologie seit einigen Jahren einen Wiederaufschwung.

## Ausbildung und Berufsbezeichnung
Für Tierärzte gibt es die Möglichkeit einer international anerkannten Zusatzausbildung als Spezialist für Verhaltensmedizin. Dazu wird der Titel Diplomate of the European College für den Bereich Veterinary Behavioral Medicine – Companion Animals (DECVBM-CA) vergeben.
Die Bezeichnung Diplom-Tierpsychologe darf in Deutschland aufgrund der Verwechslung mit einem akademischen Grad nicht geführt werden, da die Abschlussbezeichnung Diplom aufgrund von Landesgesetzen den Hochschulen vorbehalten ist.
Die Bezeichnung Tierpsychologe ist im deutschsprachigen Raum keine geschützte Berufsbezeichnung. Entsprechend ist die Qualität der angebotenen Dienstleistungen sehr unterschiedlich. Es existiert kein staatlich anerkanntes Studium der „Tierpsychologie“. Angebote als Lehrgänge oder Fernlehrgänge sind rein privater Art und beinhalten keine staatlichen Abschlüsse. Bei einer gewerblichen Ausübung wird von manchen Kreisveterinärämtern daher eine amtliche Prüfung für Hundetrainer gefordert.
In der Regel sind es selbständige Dienstleister, die sich „Tierpsychologe“ nennen und Hilfestellungen für Heimtiere, Hunde-, Katzen- und Pferdehalter geben, wenn deren Tiere unangepasstes Verhalten zeigen. Durch genaues Analysieren des Verhaltens von Tier zu Tier bzw. von Mensch zu Tier und Tier zu Mensch sollen sie aufzeigen, durch welche Änderungen bei Umgang und Haltung die Verhaltensauffälligkeiten der Tiere korrigiert werden können. Ihre erfolgreiche Umsetzung in die verhaltenskundliche Praxis setzt gleichermaßen eine genaue Kenntnis des Instinktverhaltens der Tiere voraus wie der Mechanismen der Verhaltensformung durch Lernen (Konditionierung).
Allerdings tummeln sich unter den Anbietern von entsprechenden Dienstleistungen auch viele selbsternannte „alternative Tierheiler“, die als „Tierkommunikatoren“, „Tierheilpraktiker“, „Tierhomöopathen“, „Tiertherapeuten“ und auch als „Tierpsychologen“ praktizieren, ohne eine fundierte verhaltensbiologische Ausbildung nachweisen zu können.

## Belege
1. ↑  Klaus Immelmann: Wörterbuch der ethologischen Fachausdrücke. In: Derselbe (Hrsg.): Grzimeks Tierleben. Sonderband Verhaltensforschung. Kindler, Zürich 1974, S. 638.
2. ↑  David Friedrich Weinland: A method of comparative animal psychology. In: Proceedings of the American Association for the Advancement of Science. Band 12, 1859, S. 256–266.
3. ↑  Gustav Theodor Fechner: Elemente der Psychophysik. Band 2. Breitkopf und Härtel, Leipzig 1860, S. 396 f.
4. ↑  Regina A. Kressley: Gestalt Psychology: Its Paradigm-Shaping Influence on Animal Psychology. In: Gestalt Theory. Band 28, Nr. 3, 2006, S. 259–269.
 Gerald Hartung und Matthias Wunsch: Tierforschung im Horizont der Gestalttheorie. Wolfgang Köhlers Experimente zum Verhalten von Schimpansen. In: Martin Böhnert, Kristin Köchy und Matthias Wunsch (Hrsg.): Philosophie der Tierforschung. Band 1: Methoden und Programme. Verlag Karl Alber, Freiburg und München 2016.
5. ↑  Bastian Schmid: Von den Aufgaben der Tierpsychologie. Verlag Gebrüder Borntraeger, 1921.
6. ↑  Bastian Schmid: Zur Psychologie unserer Haustiere. Societäts-Verlag, Frankfurt am Main 1939 (= Frankfurter Bücher. Forschung und Lehre. Band 4).
7. ↑  Friedrich Alverdes: Die Tierpsychologie in ihren Beziehungen zur Psychologie des Menschen. Leipzig 1932.
8. ↑  Wilhelm Betz: Zur Psychologie der Tiere und Menschen. Leipzig 1927.
9. ↑  Eine umfangreiche Zusammenstellung von Fachliteratur zur Tierpsychologie in deutscher, englischer und französischer Sprache aus dem ersten Drittel des 20. Jahrhunderts ist zu finden unter dem Stichwort Animals in: Index-Catalogue of the Library of the Surgeon General's Office, United States Army (Army Medical Library). Authors and Subjects. Fourth Series, Vol. 1, Aaron – Azzi Leal, Washington 1936, S. 503–504.
10. ↑  Urteil des Landgerichts Bochum vom 7. November 2006, Az. 15 O 110/06 und Urteil des Oberlandesgerichts Hamm vom 12. Juni 2007, Az. 4 U 196/06
11. ↑  Ein Beispiel unter den vergleichbaren Hochschulgesetzen der Bundesländer ist das Berliner Hochschulgesetz: „Mit dem Begriff 'Diplom', 'Master', 'Bachelor' oder ähnlichem ist ein Studienabschluss verbunden, der nach Absolvierung eines Studiums an einer staatlichen oder staatlich anerkannten Universität, Hochschule oder Fachhochschule durch Prüfung erworben wurde. Zur Verleihung eines solchen Hochschulgrades ist nach § 34 BerlHG nur eine staatliche oder staatlich anerkannte Hochschule berechtigt. 'Diplomzeugnisse' die von Instituten verliehen werden, die nicht zur Verleihung des Grades berechtigt sind, berechtigen nicht zur Führung des entsprechenden Titels.“ (Senatsverwaltung für Bildung, Jugend und Wissenschaft – Berlin.de: Anerkennung von Studienabschlüssen. Häufig gestellte Fragen (FAQ).) (Memento vom 3. September 2008 im Internet Archive)